# Detlof von Schwerin

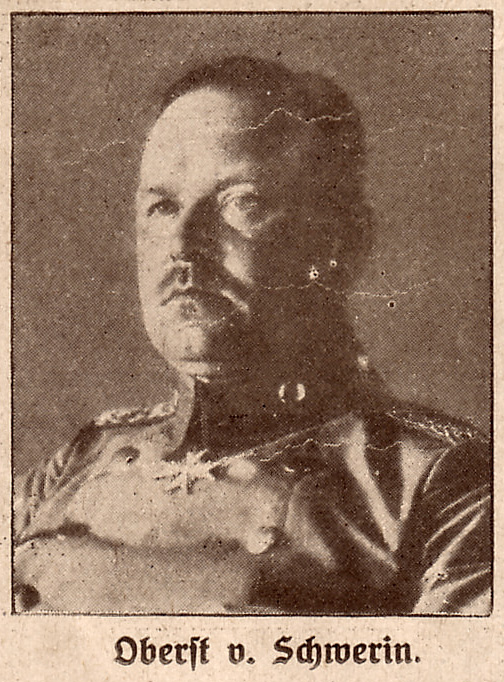
Detlof von Schwerin

Wilhelm Moritz Detlof Graf von Schwerin (* 27. April 1869 in Hildesheim; † 31. Mai 1940 in Haus Doorn, Niederlande) war ein deutscher Generalmajor sowie Hofmarschall des abgedankten Kaisers Wilhelm II. in dessen Exil in den Niederlanden.

## Leben
Detlof entstammte dem alten Adelsgeschlecht derer von Schwerin.
Nach dem Besuch einer Kadettenanstalt trat Schwerin am 22. März 1888 als Fahnenjunker in das 2. Garde-Feldartillerie-Regiment der Preußischen Armee ein. Als Sekondeleutnant fungierte er von 1892 bis 1895 als Adjutant der II. Abteilung seines Regiments und wurde anschließend als Regimentsadjutant verwendet. In dieser Stellung Anfang September 1896 zum Premierleutnant befördert, absolvierte er zur weiteren Ausbildung von Oktober 1896 bis Juli 1899 die Kriegsakademie in Berlin. Im Anschluss daran versah er kurzzeitig Truppendienst in seinem Stammregiment. Dann folgte vom 22. März 1900 bis 17. Mai 1901 die Kommandierung zum Großen Generalstab. Unter gleichzeitiger Beförderung zum Hauptmann fungierte Schwerin ab Mitte Mai 1901 als Platzmajor in Potsdam und wurde am 27. Januar 1904 Adjutant der Kriegsakademie. Am 14. Juni 1906 versetzte man Schwerin wieder in sein Stammregiment zurück und ernannte ihn dort zum Batteriechef. Diese Funktion hatte er bis zu seiner Versetzung in den Großen Generalstab am 1. September 1909 inne. Am 22. März 1912 wurde Schwerin als Major und Erster Generalstabsoffizier (Ia) in den Generalstab der  12. Division nach Neiße versetzt. Anderthalb Jahre später kam er in der gleichen Funktion zum XVII. Armee-Korps in Danzig, mit dem  er in den Ersten Weltkrieg zog.
Er wurde am 25. Januar 1915 Chef des Generalstabes des XX. Armee-Korps und in dieser Eigenschaft drei Monate später Oberstleutnant. Ab dem 26. Mai 1915 war Schwerin zugleich auch Chef des Generalstabes der 8. Armee. Mit der Bildung der Armeeabteilung Scholz am 8. Oktober 1915 übernahm Schwerin auch hier den Posten als Chef des Generalstabes. Nachdem sein Kommandierender General Friedrich von Scholtz im Januar 1917 den Oberbefehl abgegeben hatte, folgte ihm Schwerin im Juni 1917 und wurde Chef des Generalstabes der Heeresgruppe Scholtz. Das Hauptquartier der Heeresgruppe lag in  Üsküb, Mazedonien. Sie bestand vor allem aus Truppen des Zarentums Bulgarien und konnte die Salonikifront bis Mitte September 1918 halten. Ab dem 6. Oktober 1918 nur noch als Oberkommando „Scholtz“ bezeichnet, unterstellte sie sich dem Besatzungsheer in Rumänien. Im September/Oktober 1918 war der Stab in Leskovac,  Nisch, Jagodina, Belgrad und Bukarest einquartiert. 
Nach Kriegsende und Rückführung in die Heimat wurde Schwerin ab dem 10. Januar 1919 als Chef des Generalstabes des stellvertretenden XX. Armee-Korps verwendet. Ab dem 1. April 1919 wurde er als Chef des Generalstabes des XVII. Armee-Korps in Danzig eingesetzt. Von dieser Dienststellung erfolgte am 24. Oktober 1919 seine Enthebung und Überweisung zur Abwicklungsstelle des 2. Westpreußischen Feldartillerie-Regiments Nr. 36. Bereits einen Monat später wurde Schwerin auf eigenen Wunsch hin zur Disposition gestellt und erhielt die Erlaubnis zum Tragen der Uniform des Generalstabes der Armee.
Ab Mai 1920 war Schwerin auf Seiten des Deutschen Reiches Mitglied der Internationalen Grenzkommission für Schleswig. Nach Beendigung dieser Aufgabe erhielt er am 14. April 1921 den Charakter als Generalmajor verliehen. 
Von 1929 an war Schwerin Privatsekretär und Hofmarschall des ehemaligen Kaisers Wilhelm II. in dessen Exil in den Niederlanden.
Bereits 1897 hatte er mit Agnes von Salviati (*  26. April 1874; † 2. Februar 1946) die jüngste Tochter des Adalbert von Salviati und der Ida von Borwitz und Harttenstein geheiratet. Die Hochzeit fand auf dem Heimatgut der Braut in Trebus bei Berlin statt.

## Auszeichnungen
- Roter Adlerorden IV. Klasse[1]
- Kronenorden IV. Klasse[1]
- Preußisches Dienstauszeichnungskreuz[1]
- Ehrenkreuz des Lippischen Hausordens IV. Klasse[1]
- Ritter des Greifenordens[1]
- Ritter des Goldenen Kreuzes des Erlöser-Ordens[1]
- Offizier des Ordens der Heiligen Mauritius und Lazarus[1]
- Offizier des Sonnen- und Löwenordens[1]
- Osmanje-Orden III. Klasse[1]
- Eisernes Kreuz (1914) 2. und 1. Klasse
- Ritterkreuz des Königlichen Hausordens von Hohenzollern mit Schwertern
- Pour le Mérite am 12. Juni 1918